# Chi Cú mèo
Chi Cú mèo (Otus) là một chi chim trong họ Họ Cú mèo. Chúng gồm khoảng 45 loài cú có kích thước từ nhỏ tới trung bình (chiều dài 16–35 cm, cân nặng 60-350 gram), nhanh nhẹn, cánh tròn ngắn. Hầu hết trong số chúng có túm lông kiểu "tai" đặc trưng của các loài Cú mèo.

## Các loài
- Cú mèo lớn Otus gurneyi
- Cú mèo trán trắng Otus sagittatus
- Cú mèo Andaman Otus balli
- Cú mèo đỏ Otus rufescens
- Cú mèo cát Otus icterorhynchus
- Cú mèo Sokoke Otus ireneae
- Cú mèo Flores Otus alfredi
- Cú mèo núi Otus spilocephalus
- Cú mèo Rajah Otus brookii
- Cú mèo Java Otus angelinae
- Cú mèo Mentawai Otus mentawi
- Cú mèo khoang cổ Otus lettia
- Cú mèo Ấn Độ Otus bakkamoena
- Cú mèo Sunda Otus lempiji
- Cú mèo Nhật Bản Otus semitorques
- Cú mèo Wallace Otus silvicola
- Cú mèo Palawan Otus fuliginosus
- Cú mèo Philippine Otus megalotis
- Cú mèo Everett Otus everetti
- Cú mèo Negros Otus nigrorum
- Cú mèo Mindanao Otus mirus
- Cú mèo Luzon Otus longicornis
- Cú mèo Mindoro Otus mindorensis
- Cú mèo sọc Otus brucei
- Cú mèo châu Phi Otus senegalensis
- Cú mèo Á-Âu Otus scops
- Cú mèo phương Đông Otus sunia
- Cú mèo Moluccan Otus magicus
- Cú mèo Rinjani Otus jolandae
- Cú mèo Mantanani Otus mantananensis
- Cú mèo Ryūkyū Otus elegans
- Cú mèo Sulawesi Otus manadensis
- Cú mèo Sangihe Otus collari
- Cú mèo Biak Otus beccarii
- Cú mèo Seychelles Otus insularis
- Cú mèo Simeulue Otus umbra
- Cú mèo Enggano Otus enganensis
- Cú mèo Nicobar Otus alius
- Cú mèo Pemba Otus pembaensis
- Cú mèo Karthala Otus pauliani
- Cú mèo Anjouan Otus capnodes
- Cú mèo Moheli Otus moheliensis
- Cú mèo rừng mưa Otus rutilus
- Cú mèo Mayotte Otus mayottensis
- Cú mèo Torotoroka Otus madagascariensis
- Cú mèo Serendib Otus thilohoffmanni
- Cú mèo São Tomé Otus hartlaubi